# Chlosyne flavula
Chlosyne flavula är en fjärilsart som beskrevs av Barnes och Mcdunnough 1918. Chlosyne flavula ingår i släktet Chlosyne och familjen praktfjärilar. Inga underarter finns listade i Catalogue of Life.